# Андрей Димитров – Амира
Андрей Василиу Димитров, известен като Амира или Амирата (членувано от арабското „амир“ – вожд, водач), е български радетел за национална свобода от Каварна.
Организатор е на съпротивата срещу башибозук, местни турци и черкезка конница, настъпващи към Каварна и околните села, и предводител на Каварненското въстание през юли 1877 година.
След кървавото потушаване на въстанието участва в Българското опълчение по време на Руско-турската освободителна война от 1877 – 1878 г.